# مصراع (تصوير)

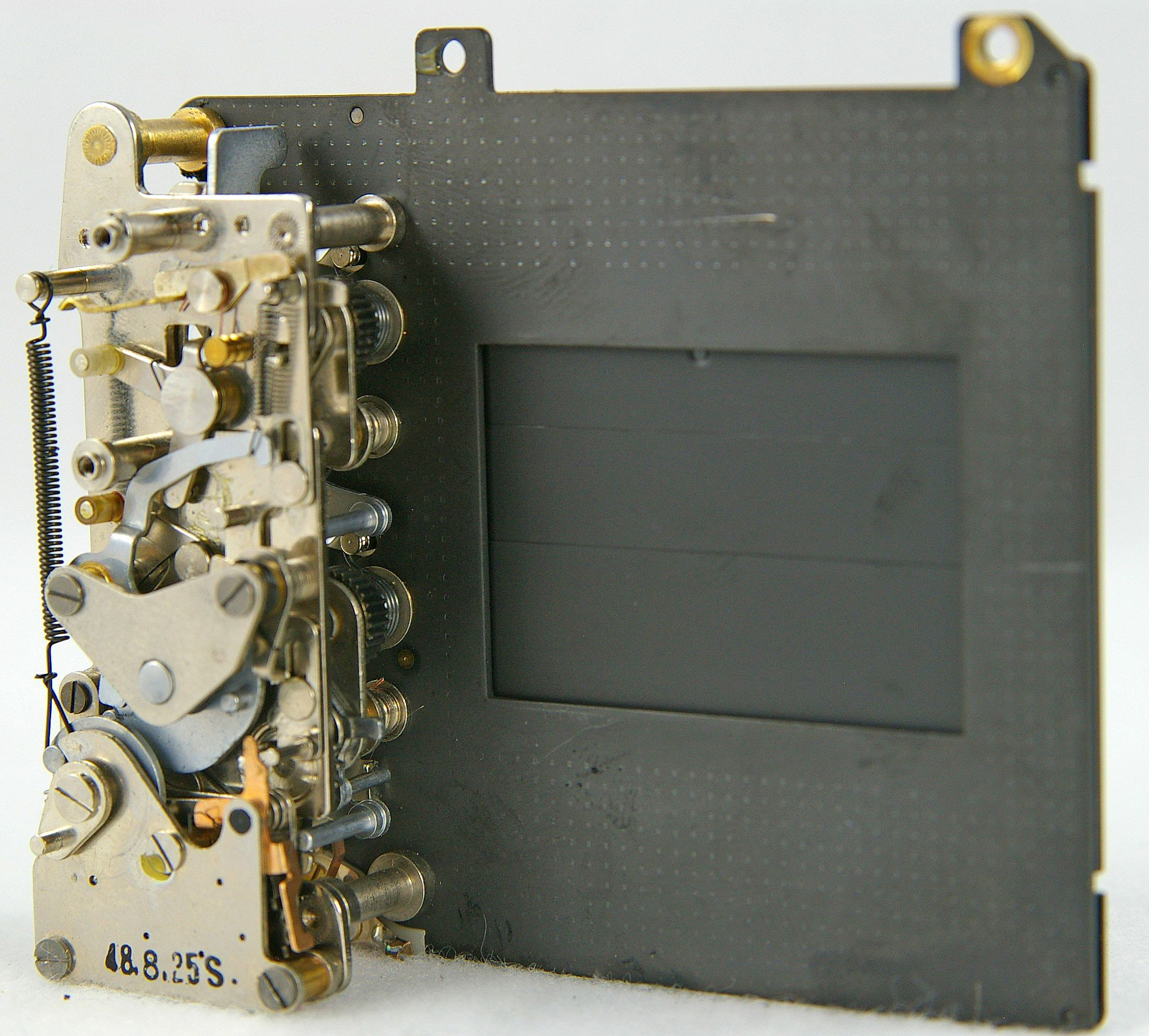
المصراع او الشاتر

المصراع أو الغالق أو الأظلاف أو السديلة هو الجزء المسؤل في الكمرة عن تعريض شريط تصوير ضوئي في الكاميرا الفلمية أو الحساس الضوئي في الكاميرا الرقمية إلى الضوء المنعكس من المشهد عبر العدسة لفترة محددة بغية تكوين الصورة بمستوى الاضائة المطلوبة.

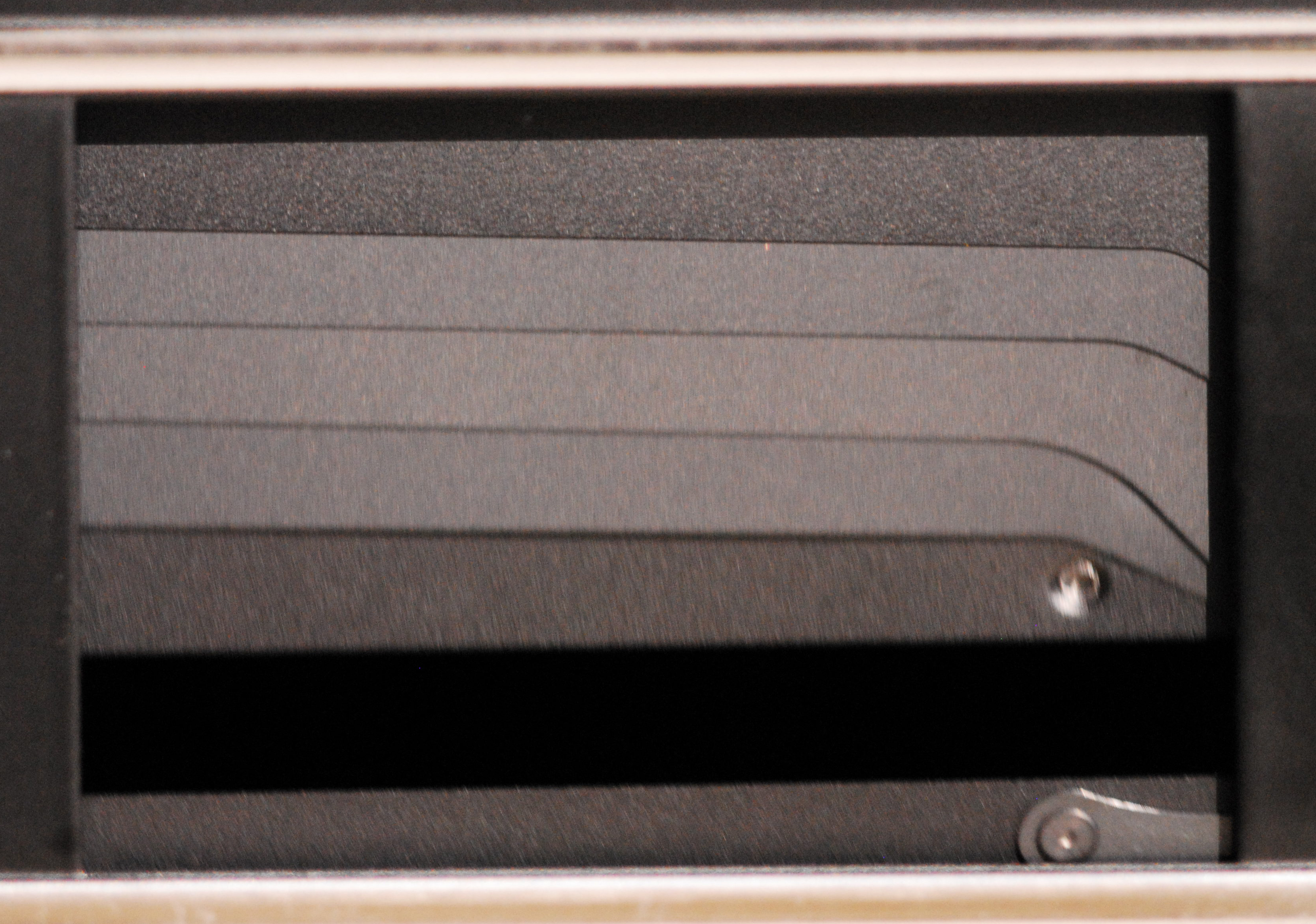
ستارتي المصراع تتحركان اتناء تعريض الصورة

يتكون من ستارتين تتحركان افقيا بسرعة محددة طبقا للسرعة المطلوبة يكون مسار الضوء مغلق قبل التقاط الصورة وعند ضغط زر الالتقاط بالكامل تقوم الستارة الأولى بالسماح للضوء بالمرور وتقوم التانية باعادة اغلاق المسار ويتم إعادة الستارتين إلى موضعهم بعد انتهاء دورة الغالق استعدادا لصورة جديدة.ويكون الزمن بين بداية تحرك الستارة الأولى ونهاية تحرك الستارة الثانية هو زمن التعلريض ويقاس بجزء من الثانية.

صورة متحركة لكيفية العمل (انتظر حتى التحميل)

الغالق قادر على الوصول إلى سرعات مرتفعة من الفتح والاغلاق تصل إلى جزئ من 8000 جزء من الثانية ويمكن أيضا ابطاء حركته إلى 30 ثانية كاملة أو حتى لعدة ساعات في حالة التعريض الطويل.